# Ordensbånd
Ordensbånd er betegnelsen for et bånd som benyttes til ophængning af ordenstegn for en orden. 
Ordensbåndet som skulderbånd bæres af indehavere af højeste grad af flere graderige ordener, samt i nogle tilfælde medlemmer af en klasse ordener, over skulderen og ned til hoften hvor ordenstegnet er ophængt i en sløjfe i båndets nedre del. For lavere grader er ordensbåndet udformet til at bære om halsen, eller som et bånd eller en sløjfe med ordenstegnet ophængt til at bære på brystet.
Ordensbåndets farver regnes gerne som ordenens farve. Ordensbånd laves af vatret silke, det vil sige det er indvævet et bølgeformet mønster i stoffet.